# 墩头镇
墩头镇，是中华人民共和国江苏省南通市海安市下辖的一个乡镇级行政单位。

## 行政区划
墩头镇下辖以下地区：
墩头社区、墩西社区、新海社区、吉庆社区、墩北村、杜楼村、双新村、双溪村、新舍村、东湖村、仇湖村、西湖村、禾庄村、凤阳村、千步村、宝祥村、毛庄村和长垎村。